# Hans Candrian
Hans Candrian (n. 6 martie 1938, Flem⁠(d), cantonul Graubünden, Elveția – d. 9 ianuarie 1999, Cuira, cantonul Graubünden, Elveția) a fost un bober ce a reprezentat Elveția, medaliat olimpic. A participat la 2 ediții ale Jocurilor Olimpice (1968, 1972) în care a câștigat o medalie de bronz.